# Joakim Brahe
Joakim Brahe († 9. November 1520 in Stockholm) war schwedischer Adliger und Reichsrat.

## Werdegang
Joakim Brahe war Sohn des Adligen und Gutsbesitzers Peder Magnusson Brahe und der Öllegård Turesdotter. Am 30. März 1516 heiratete er Margaret Eriksdotter Wasa, Schwester von Gustav I. Wasa (1523–1560 König von Schweden).
Er sympathisierte mit Sten Sture dem Jüngeren, der als Reichsverweser die Unabhängigkeit Schwedens von Dänemark (Kalmarer Union) zu erreichen versuchte. Seine Verbundenheit mit Sten Sture führte zu seiner Hinrichtung beim Stockholmer Blutbad.

## Nachkommen
1. Per Brahe der Ältere (1520–1590)
2. Brita Joakimsdotter Brahe
3. Öllegård Joakimsdotter Brahe
4. Mauritz Brahe